# Castlemaine (County Kerry)
Castlemaine (irisch Caisleán na Mainge, deutsch: Festung am Fluss Maine) ist ein Dorf in der Grafschaft Kerry im Südwesten der Provinz Munster in der Republik Irland. 2022 hatte Castlemaine 177 Einwohner.

## Lage

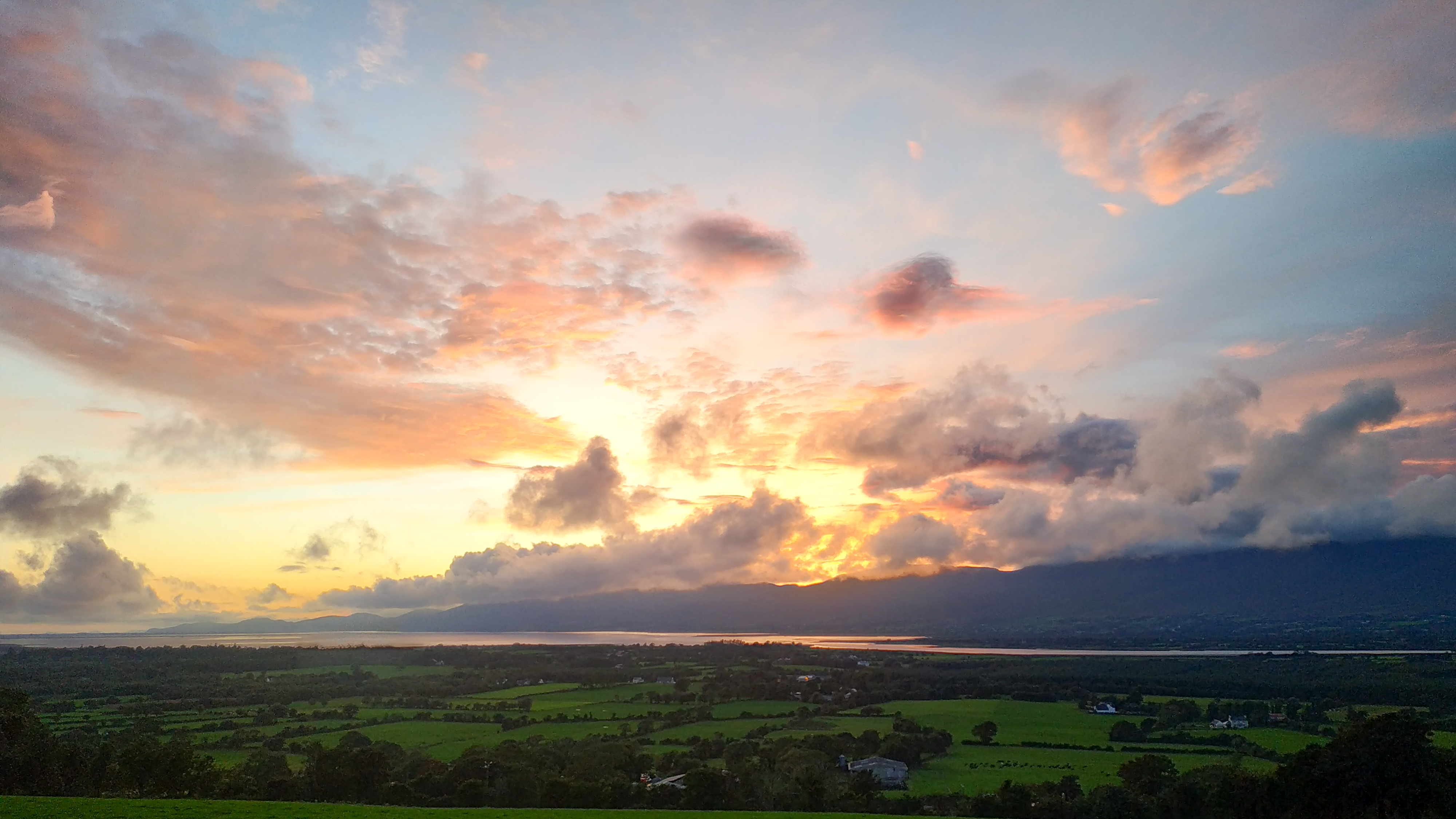
Castlemaine Harbour

Castlemaine liegt etwa zehn Kilometer südlich von Tralee und etwa elf Kilometer westlich vom Flughafen Kerry am River Maine. Der River Maine öffnet sich hier durch seinen Ästuar in die Bucht Castlemaine Harbour. Durch die Ortschaft führt die N70 von Tralee kommend über Killorglin nach Cahersiveen. Die N70 kreuzt hier mit der R561 nach Dingle und nach Farranfore (Flughafen Kerry).

## Geschichte
Etwa 1,5 Kilometer westlich von Castlemaine liegen die Oghamsteine von Ardcanaght und geben ein frühes Zeugnis der Besiedlung.
Der Ort hat seinen Namen vom Castle Maine entlehnt, das 1215 als Festung auf einer Brücke über den River Maine errichtet wurde und damit ein wichtiger strategischer Punkt in der Provinz Munster war. Sie gehörte lange Zeit den Earls of Desmond. Die Festung wurde mehrfach, insbesondere im Neunjährigen Krieg, belagert. 1652 wurde die Festung durch die Truppen Oliver Cromwells zerstört. Ein Kastellan wurde trotz der Zerstörung noch bis 1832 ernannt, der die Fischereirechte auf dem Fluss wahrnahm. 
Im Juni 1921 verübte die IRA in einem Hinterhalt einen Anschlag auf die britischen Truppen, bei dem vier Personen starben.
1960 wurde der 1885 eröffnete Bahnhof der Ortschaft geschlossen.

## Persönlichkeiten
- Pat Carey (* 1947), irischer Politiker (Fianna Fáil)

## Trivia

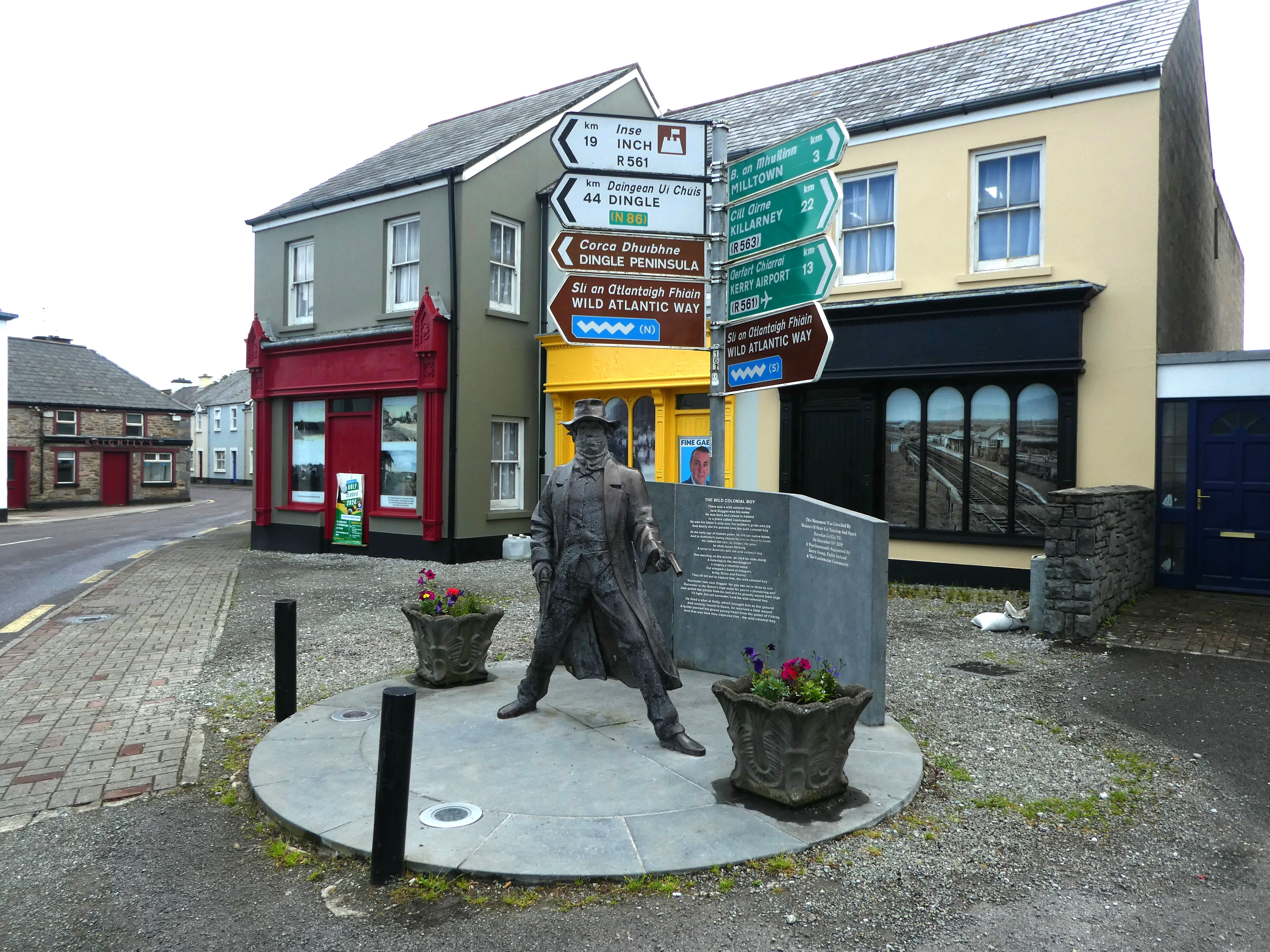
Figur des Wild Colonial Boy im Ortszentrum

In dem irischen Folksong Wild Colonial Boy wird ein Outlaw namens Jack Duggan erwähnt. Ein Pub mit dessen Namen existiert im Ort. Die Figur des Jack Duggan wird in Beziehung zu Jack Donohue gebracht, der sich nach seiner Verbringung auch in Australien gegen die Engländer auflehnte und 1830 erschossen wurde.